# サーシャ・コーエン
サーシャ・コーエン（Sasha Cohen、本名：アレクサンドラ・ポーリーン・コーエン、Alexandra Pauline Cohen、1984年10月26日 - ）は、アメリカ合衆国のフィギュアスケート選手（女子シングル）。2006年トリノオリンピック女子シングル銀メダリスト。
競技名のサーシャとはアレクサンドラのロシア語風の愛称。

## 人物
趣味はファッションデザイン、料理、旅行。好きな食べ物はアイスクリームである。ロシア語を解することもできる。
父のロジャー・コーエンはユダヤ系アメリカ人の弁護士兼経営コンサルタントである。母のガリーナ・フェルドマン（ロシア語: Галина Фельдман、ウクライナ語: Галина Фельдман Halyna Feľdman）はウクライナ出身のユダヤ系移民で元バレエダンサーだった。妹のナタリア（ナターシャ）は2006年8月に大学に入学している。家族は全員が敬虔なユダヤ教徒であり、よくシナゴーグに通っている。
2002年のソルトレイク五輪の開会式では、アメリカ選手団の中にいたジョージ・W・ブッシュ大統領が、母親と通話中のサーシャ・コーエンの携帯電話を取り上げ「貴女の娘さんはお行儀良くやっているよ。競技での活躍をお祈りしています」と話した。またこの五輪中の試合でタイツを忘れてしまい、村主章枝からタイツを借りたことがある。村主は2006年に出演したNHK「英語でしゃべらナイト」でその時の逸話に言及し、「早く返してください（笑）」と冗談めかして語った。他の競技会でもタイツを忘れ、荒川静香から借りたことがある。 
2005年に自叙伝『Fire on Ice』を出版。2006年の米国ドラマ『CSI: NY』シーズン3第12話『静なる夜』（Silent Night）に、"全米トップのフィギュアスケート選手" クリスタ・パーマー役で出演している。また、2007年公開のアメリカ映画『俺たちフィギュアスケーター（Blades of Glory）』では、トリノ五輪フリースケーティングの衣装を着てカメオ出演している。
2015年7月6日、プロビンスタウンでヘッジファンドマネージャーの男性（Tom May）からプロポーズを受け婚約した。2016年8月20日に、ケープコッドで挙式を執り行った。

## 技術・演技
高い柔軟性を活かしたスパイラルシークエンスと優美なレイバックスピンが得意。特にスパイラルは、サポート無しで足を前に高く上げての前向き滑走、真っすぐ伸ばした180度開脚など、高度な技巧で最高難度のレベル4を頻繁に獲得しており、トリノオリンピックではショート・フリーの両方でGOEで2.0点加点されていた。
表現力も非常に高く評価されており、演技構成点で8点台を出すことがある。トリノオリンピックのショートプログラムでは、技術点ではイリーナ・スルツカヤ、荒川静香に次ぐ3位であったが、演技構成点でこの2人を抑え、トータルポイントでは1位となった。

## 経歴

### 幼少期〜2005年
カリフォルニア州ロサンゼルス出身。母親の影響で、幼い時から体操とバレエを経験し、7歳の時にフィギュアスケートに転向。ジョン・ニックスコーチに師事した。
2002年のソルトレイクシティオリンピックは、ショートプログラムは安定した演技で3位となったが、フリースケーティングではコンビネーションで2つめのジャンプでの着氷失敗が響き、総合では4位入賞に終わった。
この大会ではSPの1~3位がフリーでは揃ってミスをしたことからヒューズに優勝が転がり込む大番狂わせのオリンピックとして話題を呼んだ。
2002－2003シーズンではグランプリシリーズ2連勝、グランプリファイナルでも優勝を果たす。
2003－2004シーズン、2003年12月にコーチをタチアナ・タラソワから、サラ・ヒューズのコーチだったロビン・ワグナーに変更している。2004年世界選手権では2位に終わる。
2004－2005シーズン、グランプリシリーズを背中の故障で全て欠場した。同年12月後半にコーチをロビン・ワグナーからジョン・ニックスに戻している。オレゴン州ポートランドで行われた2005年の全米選手権で復帰し2位。続くモスクワでの世界選手権でも2位に終わる。

### 2005-2006シーズン
グランプリシリーズ、初戦のスケートアメリカは臀部の故障により欠場。次戦のエリック・ボンパール杯で2位。2006年の全米選手権では、インフルエンザによる体調不良を克服し初優勝。2006年トリノオリンピックのアメリカ代表となった。
トリノオリンピックではショートプログラムをミスの無い演技で終え、イリーナ・スルツカヤと荒川静香を抑え僅差でトップに立った。フリースケーティングでは、序盤のジャンプで転倒や両手を着くなどの大きなミスを犯したが、中盤から終盤にかけてはほぼ完璧な演技でまとめて、優勝の荒川静香に次いで銀メダルを獲得した。
トリノオリンピックから1ヵ月後にカナダのカルガリーで開催された世界選手権でも、ショートプログラムではコンビネーションジャンプで両足着氷したものの、質の高い演技を披露しトップに立ったが、フリースケーティングでは中盤から終盤にかけてミスを連発、1位のキミー・マイズナー、2位の村主章枝に及ばず3位に終わった。

### 2006-現在
2006-2007シーズン以降は主要競技会に出場せず、アイスショーを中心に活動していたが、2010年バンクーバーオリンピックに向けて、2009-2010シーズンより復帰することを明らかにした。
しかし、足の怪我により2009年のグランプリシリーズは全て欠場。翌2010年1月の全米選手権で、3大会連続の冬季五輪代表選出を目指したが結局4位に終わり、バンクーバー五輪への出場はならなかった。

## 主な戦績
| 大会/年            | 1997-98 | 1998-99 | 1999-00 | 2000-01 | 2001-02 | 2002-03 | 2003-04 | 2004-05 | 2005-06 | 2009-10 |
| ------------------ | ------- | ------- | ------- | ------- | ------- | ------- | ------- | ------- | ------- | ------- |
| 冬季オリンピック   |         |         |         |         | 4       |         |         |         | 2       |         |
| 世界選手権         |         |         |         |         | 4       | 4       | 2       | 2       | 3       |         |
| 全米選手権         | 6 N     | 2 J     | 2       |         | 2       | 3       | 2       | 2       | 1       | 4       |
| GPファイナル       |         |         |         |         |         | 1       | 2       |         |         |         |
| GPエリック杯       |         |         |         |         | 3       | 1       | 1       |         | 2       |         |
| GPスケートアメリカ |         |         |         |         | 5       |         | 1       |         |         |         |
| GPスケートカナダ   |         |         |         |         |         | 1       | 1       |         |         |         |
| GPロシア杯         |         |         |         | 4       |         | 2       |         |         |         |         |
| GPスパルカッセン杯 |         |         |         | 5       |         |         |         |         |         |         |
| フィンランディア杯 |         |         |         |         | 1       |         |         |         |         |         |
| 世界ジュニア選手権 |         |         | 6       |         |         |         |         |         |         |         |
| JGPスウェーデン    |         |         | 1       |         |         |         |         |         |         |         |

### シニア
| 開催日             | 大会名                                     | SP      | FS       | 結果     |
| ------------------ | ------------------------------------------ | ------- | -------- | -------- |
| 2010年1月21日-23日 | 全米フィギュアスケート選手権（スポケーン） | 2 69.63 | 4 104.65 | 4 174.28 |

## プログラム
| シーズン  | SP                                                                            | FS                                                                                                | EX |
| --------- | ----------------------------------------------------------------------------- | ------------------------------------------------------------------------------------------------- | --- |
| 2009-2010 | エスパーニャ・カーニ 作曲：パスカル・マルキーナ・ナロ                         | 第1楽章、第3楽章 ピアノソナタ第14番より 作曲：ルートヴィヒ・ヴァン・ベートーヴェン                | Sick and Tired ボーカル：アナスタシア 振付：サーシャ・コーエンハレルヤ 作曲：レナード・コーエン ボーカル：ジェフ・バックリィ 振付：サーシャ・コーエン私の男 映画『キャバレー』より ボーカル：ライザ・ミネリ 振付：サーシャ・コーエンDon't stop the music ボーカル：リアーナ |
| 2006-2007 | 黒い瞳 演奏：スタンリー・ブラック楽団                                         | -                                                                                                 | Don't Cha ボーカル：プッシーキャット・ドールズゴッド・ブレス・アメリカ 作曲：アーヴィング・バーリン ボーカル：セリーヌ・ディオンミュージカル『ウエスト・サイド物語』より 作曲：レナード・バーンスタイン                                                                     |
| 2005-2006 | 黒い瞳 演奏：スタンリー・ブラック楽団                                         | 映画『ロミオとジュリエット』より 作曲：ニーノ・ロータ 振付：デヴィッド・ウィルソン                | ゴッド・ブレス・アメリカ 作曲：アーヴィング・バーリン ボーカル：セリーヌ・ディオンパレードに雨を降らせないで 作曲：バーブラ・ストライサンド |
| 2004-2005 | 黒い瞳 演奏：スタンリー・ブラック楽団                                         | パ・ド・ドゥ バレエ『くるみ割り人形』より 作曲：ピョートル・チャイコフスキー 振付：マリナ・ズエワ | パレードに雨を降らせないで 作曲：バーブラ・ストライサンド |
| 2003-2004 | マラゲーニャ 作曲：エルネスト・レクオーナ 演奏：スタンリー・ブラック          | 白鳥の湖 作曲：ピョートル・チャイコフスキー                                                       | 映画『ロメオとジュリエット』より 作曲：ニーノ・ロータミュージカル『マイ・フェア・レディ』より |
| 2002-2003 | マラゲーニャ 作曲：エルネスト・レクオーナ 演奏：スタンリー・ブラック          | ピアノ協奏曲第2番 作曲：セルゲイ・ラフマニノフ                                                    | 映画『ロメオとジュリエット』より 作曲：ニーノ・ロータOneday I'll Fly Away 映画『ムーラン・ルージュ』より |
| 2001-2002 | My Sweet and Tender Beast 作曲：エフゲニー・ドガ                              | 歌劇『カルメン』より 作曲：ジョルジュ・ビゼー                                                     | ヘルナンドの隠れ家 作曲：エラ・フィッツジェラルドアリア 『ブラジル風バッハ』より 作曲：エイトル・ヴィラ＝ロボス |
| 2000-2001 | My Sweet and Tender Beast 作曲：エフゲニー・ドガ                              | 黒い瞳 演奏：スタンリー・ブラック楽団                                                             | Anytime, Anywhere ボーカル：サラ・ブライトマントゥ・ラヴ・ユー・モア ボージャル：セリーヌ・ディオン |
| 1999-2000 | バロックセレクションズ 原曲：トマゾ・アルビノーニ、アントニオ・ヴィヴァルディ | ヴァイオリン協奏曲 作曲：フェリックス・メンデルスゾーン                                           | 歌劇『蝶々夫人』より 作曲：ジャコモ・プッチーニ |

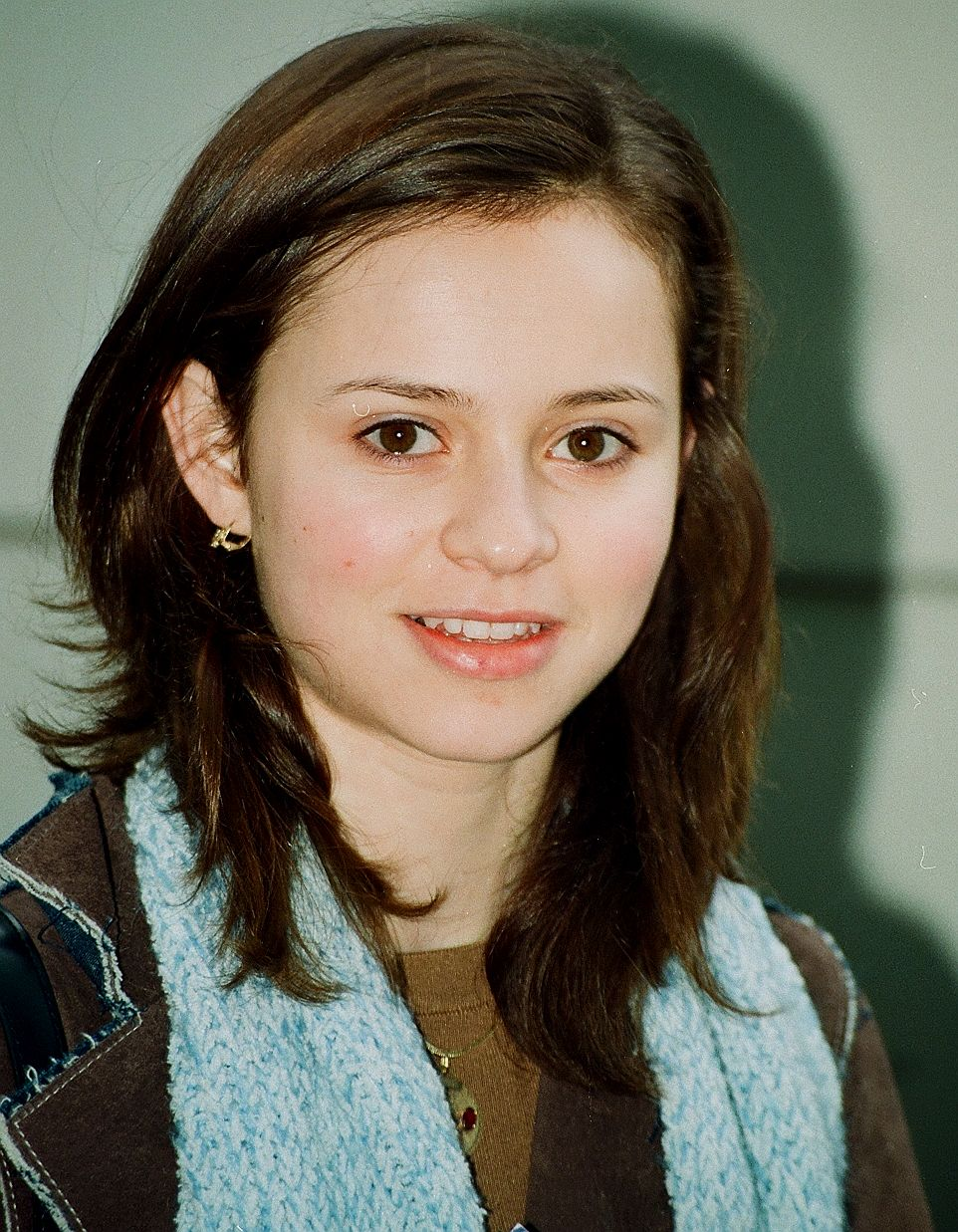
1996年
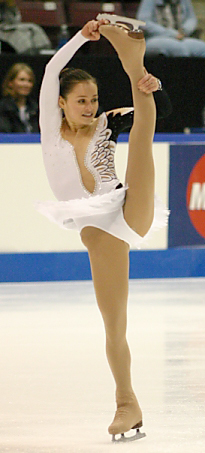
2003年
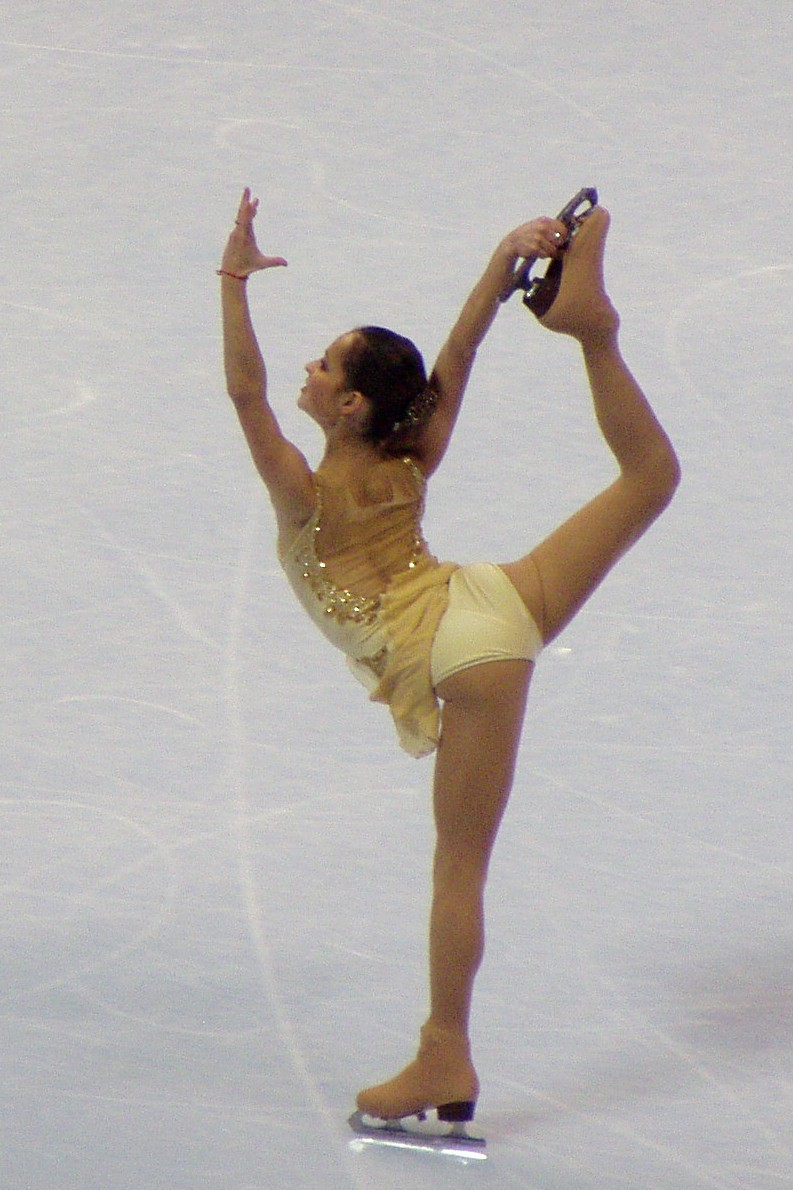
2006年
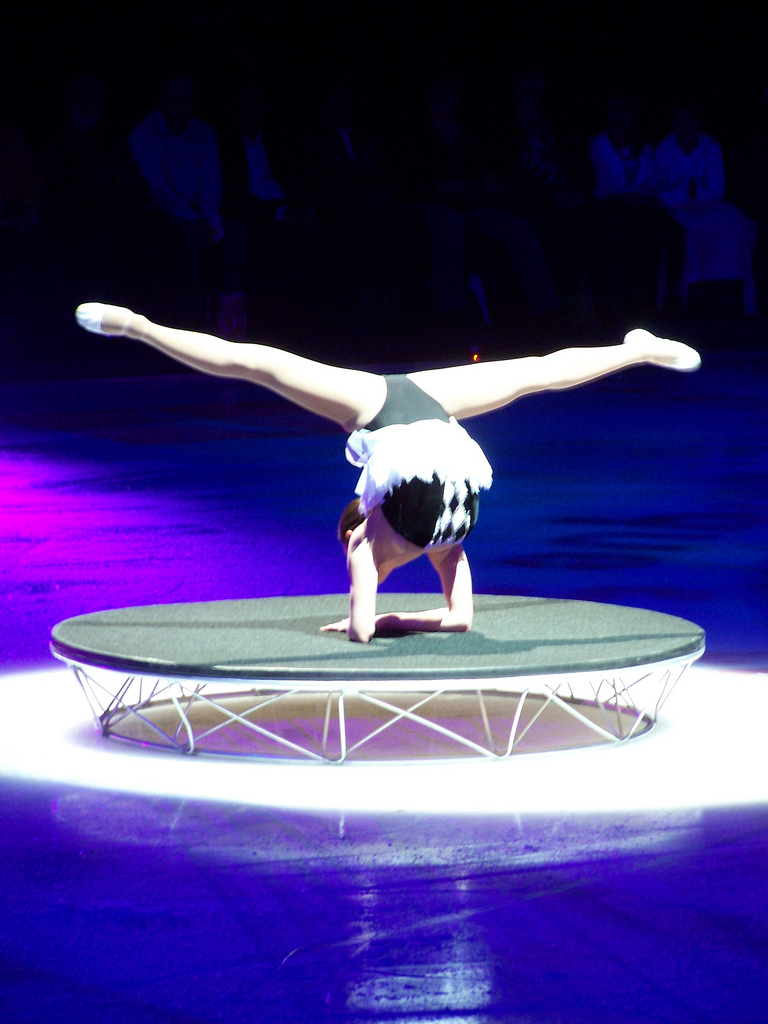
2008年
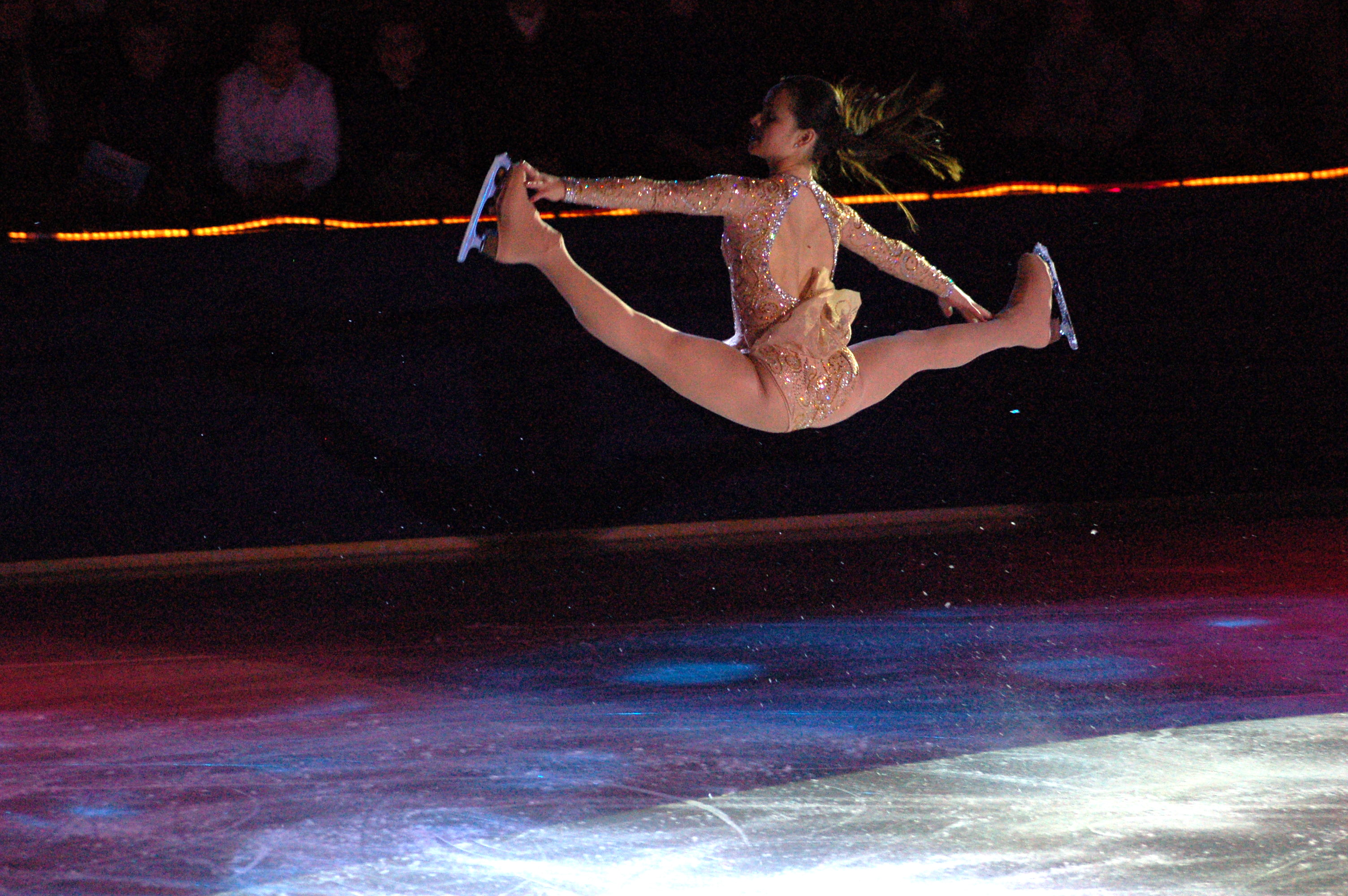
体操・バレエの影響のあるスプリット・ジャンプ